# Волков, Александр Михайлович (ресторатор)
Алекса́ндр Миха́йлович Во́лков (29 октября 1950, Бердичев, Житомирская область, Украинская ССР, СССР — 7 сентября 2008, Берлин, Германия) — бизнесмен, продюсер, ресторатор, являлся членом Федерации отельеров и рестораторов России. Основатель международной сети ресторанов с филиалами в России, Украине и Великобритании, значительно расширившейся после его ухода из жизни. Известен своей продюсерской деятельностью, являлся одним из организаторов выездов звёзд советской эстрады для гастрольных выступлений в странах Западной Европы, в конце 1990-х — начале 2000-х продюсировал выступления Кати Лель, помог вывести певицу в звёзды российской эстрады.

## Биография
Родился в 1950-м году в Украинской ССР, юные годы провёл в Одессе. После школы поступил в Московский политехнический институт, который не закончил. Переехал на постоянное место жительство в ФРГ.

### Продюсерская деятельность
Продюсерской деятельностью Александр Волков начал заниматься в 1980-е годы. Он был одним из организаторов гастролей звёзд эстрады из СССР в странах Западной Европы. Проводил концерты Аллы Пугачёвой, Иосифа Кобзона, Софии Ротару, Александра Розенбаума, Филиппа Киркорова.
Высказывание Льва Лещенко о том периоде:

Он был один из тех немногих, которые начинали возить наш шоу-бизнес за границу. Первые артисты, которые приезжали на гастроли в Германию, были приняты очень тепло — благодаря его стараниям, он делал все возможное, чтобы им было комфортно и удобно работать. Он был искренним и добрым человеком, с теплотой относился к своим друзьям.
В конце 1990-х — начале 2000-х являлся продюсером певицы Кати Лель.

### Деятельность в качестве ресторатора
20 ноября 1997 году открыл суши-бар Sakao в гостинице Славянская (в настоящее время — Рэдиссон Славянская), в котором работали повара из Японии.
12 апреля 2000 год — открыл ресторан Sumosan в гостинице Славянская.
2000 год — открыл ресторан Nippon в гостинице Метрополь.
2001 год — открыл ресторан Shogun в гостинице Балчуг.
2001 год — открыл суши-бар при казино ShangriLa.
2002 год — открыл ресторан Justo, вместе с Аркадием Новиковым и Андреем Кобзоном (сыном Иосифа Кобзона).
2002 год — открыл ресторан Sumosan в Лондоне. Позже совладельцем заведения стал Флавио Бриаторе, после чего ресторан сменил адрес и стал называться Sumosan Twiga. Включается в число лучших ресторанов столицы Великобритании, активно посещается представителями бомонда.
2005 год — Волков открыл ресторан Sumosan в Киеве в отеле Premier Palace.
Позже сеть ресторанов, основанная Александром Михайловичем, дополнилась филиалами в Германии, Монако, Объединённых Арабских Эмиратах, Черногории, как под собственным брендом Sumosan, так и совместно с сетью ресторанов Twiga итальянского бизнесмена Флавио Бриаторе.

### Смерть и похороны
Александр Михайлович Волков умер в Берлине 7 сентября 2008 года от онкологического заболевания. Целый ряд изданий посвятили ему некрологи, сразу после его ухода или через некоторое время.

## Семья
- Жена — Лилия Волкова[1].
  - дочери — Марина Любавина (Волкова)[35] и Жанина Волкова[37][13][1][34][38][7][36].